# Ortel von Zehmen
Ortel von Zehmen (historisch Ortel von Czemen, * vor 1383; † nach 1448) war kurfürstlicher Rat in Brandenburg, Vogt, Amtmann und Hofrichter der Altmark.

## Leben
Ortel stammte aus der Adelsfamilie von Zehmen. 1416 war er Notarius (Schreiber) am kurfürstlichen Hofe von Friedrich I. (Brandenburg), danach Leiter der Kanzlei. 1418 werden ihm u. a. die Besitzungen Gutenbaren, Ribbeck bei Zehdenick, Lietzow, Börnicke, Paren, Retzow und Schenkendorf verliehen. 1425 wurde Ortel als Besitzer von Storkau bei Tangermünde und 1427 als Rat erwähnt. 1438 wurde er Vogt und Amtmann der Altmark und 1441 Hofrichter mit Sitz in Tangermünde. Ortel von Zehmen hatte einen Bruder Günther der schon vor 1420 in Markgräflichen Diensten war. Verheiratet war Ortel mit Czacharia Paarens. Zusammen hatten sie eine Tochter Ursula. Weitere Nachkommen von Ortel oder Günther waren die Söhne Achim, Heinrich, Martin, Ortel und Günther.